# 갈리브 (시인)

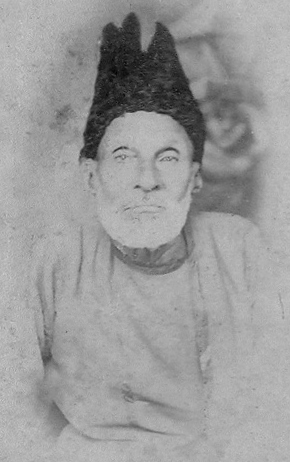

갈리브(Ghalib, 1797년 12월 27일 ~ 1869년 12월 15일)는 저명한 인도 근대의 우르두어 시인으로 본명은 미르자 아사돌라 칸이다.
아구라에서 태어나 주로 델리에서 활약한 페르시아 우르두 시의 거장으로 서정시의 신국면을 개척하였다. 철학적 내용의 시도 많고 상당히 난해하다. 고매한 사상과 풍부한 상상력의 소산인 <갈리브 시집>은 오늘날에도 높이 평가되고 있다. 언문일치(言文一致)의 서간집 <기품 높은 우르두>는 19세기 전반의 산문학에 많은 영향을 끼쳤다.